# La Mesa, Puebla
La Mesa är en ort i Mexiko.   Den ligger i kommunen Ixtacamaxtitlán och delstaten Puebla, i den sydöstra delen av landet, 130 km öster om huvudstaden Mexico City. La Mesa ligger 2 535 meter över havet och antalet invånare är 234.
Terrängen runt La Mesa är huvudsakligen kuperad, men österut är den bergig. Runt La Mesa är det ganska tätbefolkat, med 67 invånare per kvadratkilometer. Närmaste större samhälle är Tlaxco, 18,6 km väster om La Mesa. I omgivningarna runt La Mesa växer huvudsakligen savannskog.